# Komorówek
Komorówek – kolonia w Polsce położona w województwie świętokrzyskim, w powiecie buskim, w gminie Pacanów.
W latach 1975–1998 miejscowość położona była w województwie kieleckim.